# Банян
Банян е местност, долинно разширение по река Бистрица, дълго около 1,5 km, намиращо се в Западни Родопи южно от село Плетена и на равно разстояние от селата Сатовча и Долен.
Според Йордан Заимов етимологията на името Банян е от по-старо Баняне от водното име Баня.
Долината е по-обширна на десния бряг на река, където има топъл карстов извор с температура от 16 °C, който е дал името на местността. На левия бряг е пещерата Мечата дупка. Основата на местността в геологично отношение е от метаморфни скали, а дъното е запълнено с речни наноси.
През Банян минава пътят Гоце Делчев – Доспат. В местността е запазен красив стар мост на Бистрица.